# Mantella viridis
Mantella viridis (tên tiếng Anh: Green Mantella) là một loài ếch trong họ Mantellidae. Chúng là loài đặc hữu của Madagascar.
Các môi trường sống tự nhiên của chúng là các khu rừng khô nhiệt đới hoặc cận nhiệt đới, sông, sông có nước theo mùa, và các khu rừng trước đây bị suy thoái nặng nề. Loài này đang bị đe dọa do mất môi trường sống. Đây là một loài ếch nhỏ, con đực dài khoảng 22–25 mm, con cái khoảng 25–30 mm. Loài này phổ biến trong ngành thương mại sinh vật cảnh.

## Hình ảnh

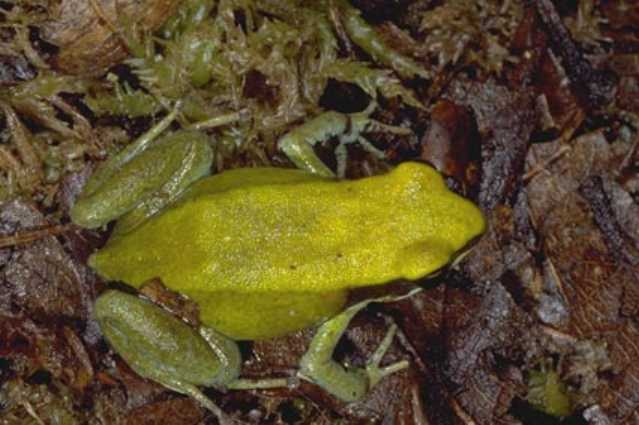
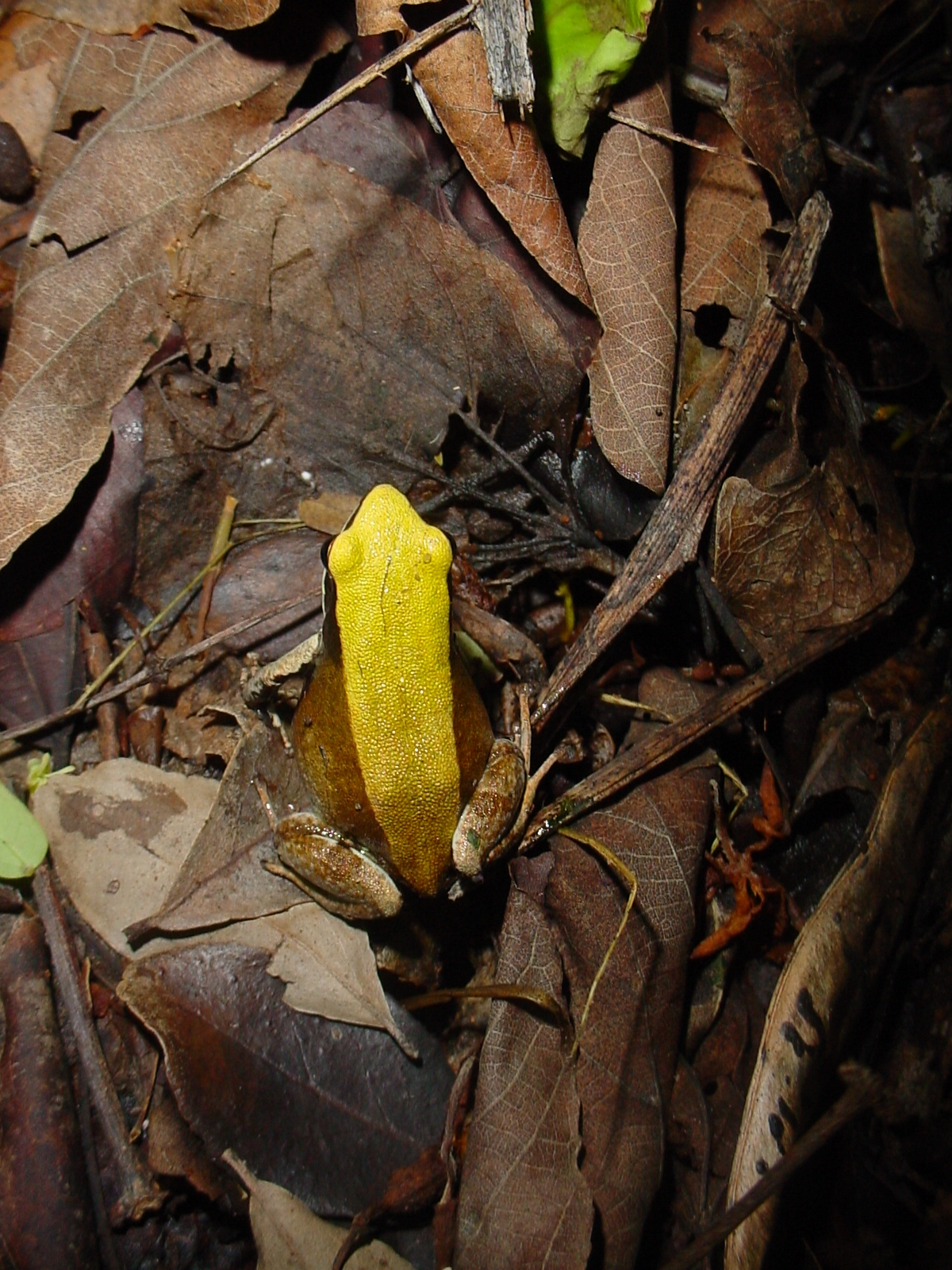